# 聖母マリアと眠る幼子イエス、幼児洗礼者聖ヨハネ
『聖母マリアと眠る幼子イエス、幼児洗礼者聖ヨハネ』（せいぼマリアとねむるおさなごイエス ようじせんれいしゃせいヨハネ、伊: Madonna col Bambino e san Giovannino、英: The Madonna and Sleeping Child with the Infant St John the Baptist）、または『静寂』（せいじゃく、伊: Il Silenzio、英: The Silence）は、イタリア・バロック期の巨匠アンニーバレ・カラッチが1599-1600年にキャンバス上に油彩で制作した絵画である。現在、イギリスのロイヤル・コレクションに所有され、ハンプトン・コート宮殿に展示されている。

## 作品

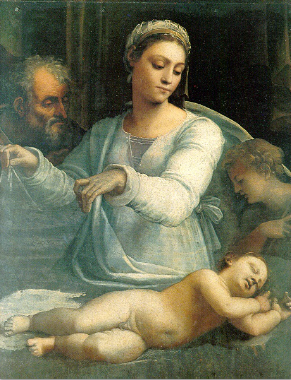
セバスティアーノ・デル・ピオンボ『ヴェールの聖母』(1530-1540年ごろ)、カポディモンテ美術館、ナポリ

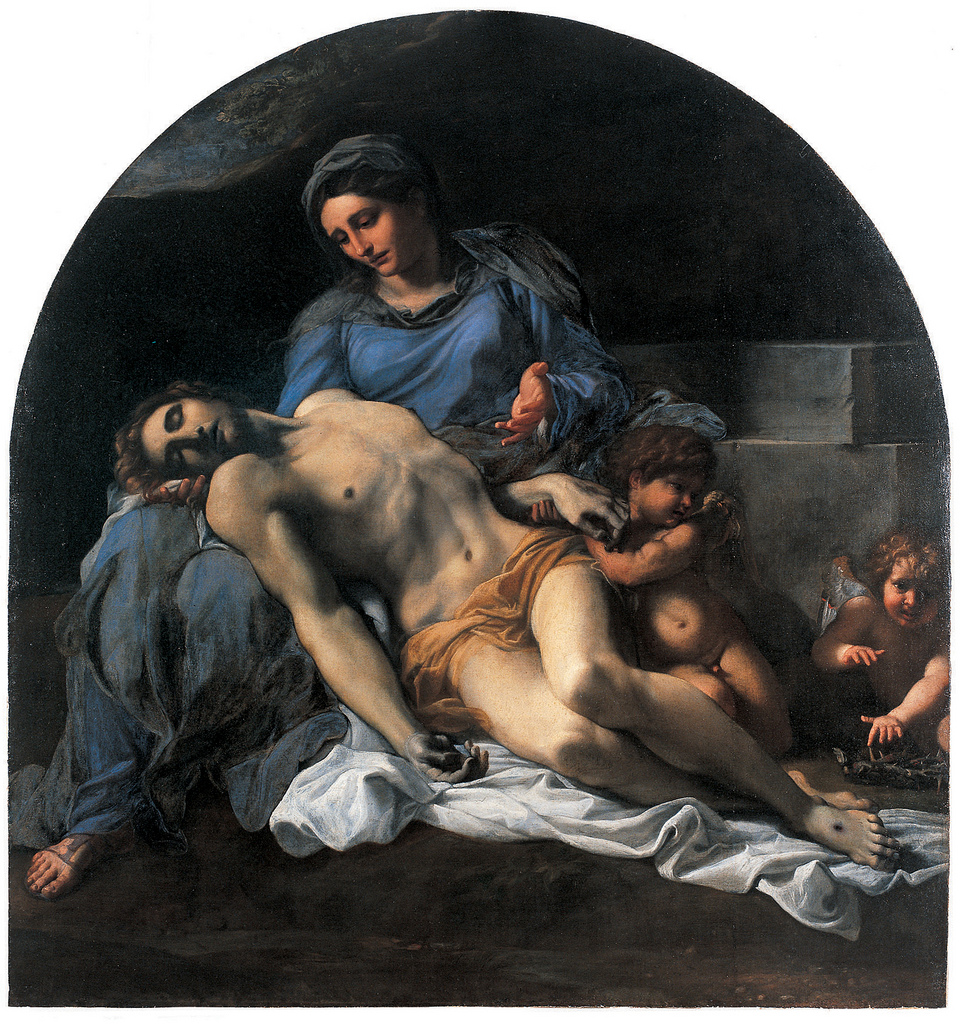
アンニーバレ・カラッチ『ピエタ』(1600年ごろ)、カポディモンテ美術館、ナポリ

本作が制作された1599-1600年に、アンニーバレ・カラッチはローマのファルネーゼ宮殿の天井画『神々の愛』に取り組んでいた。本作は小型の祈祷用作品として意図されたもので、縦51.2センチ、横68.4センチの大きさでしかない。作品全体の構図を表す黒チョーク、インク、ペンによる準備素描が現存している。
画面では、聖母マリアが指を口に当て、洗礼者聖ヨハネに眠る幼子イエス・キリストを起こさないように注意している。イエスの将来の受難は、テーブルが祭壇、または墓に類似していること、そして彼が眠る死衣のように布により示唆されている。すでに食べられているサクランボは天国の象徴である。ヨハネのジェスチャーは、同時期のアンニーバレの作品『ピエタ』 (カポディモンテ美術館、ナポリ) 中の右側のプットが荊冠の棘に触れるジェスチャーに類似している。また、本作と『ピエタ』はどちらもピラミッド型構図を用いている。X線画像、赤外線リフレフトグラフィーに加え裸眼でも、本作にはいくらかのペンティメント (描き直し) が見られる。
アンニーバレ・カラッチは、セバスティアーノ・デル・ピオンボの非常にミケランジェロ的な『ヴェールの聖母』 (1530-1540年ごろ、カポディモンテ美術館、ナポリ) を見ていた可能性がある。当時、セバスティアーノ・デル・ピオンボの絵画も本作もファルネーゼ家のコレクションにあったからである。本作は非常に多くの複製が制作され、参照された。1605年ごろには、ドメニキーノにより同様の作品 (ルーヴル美術館、パリ) が制作された。このドメニキーノの作品の聖母像はアンニーバレ・カラッチの聖母像と類似しているため、かつてアンニーバレ・カラッチの作品とされたほどである。人物像のポーズはすべて同じであるが、ドメニキーノの作品ではヨハネが右肩に「エッケ・アニュス・デイ (神の子羊を見よ)』と記された旗のある杖を立てかけている点が異なっている。
本作は、1678年と1680年ごろのパルマのジャルディーノ宮殿にあったファルネーゼ家のコレクション目録に記録されている。次いで、1766年にリチャード・ダルトンによりイギリス王ジョージ3世のために購入された。ちなみに、ダルトンは黒チョーク、インク、ペンによる本作用の準備素描も所有していた。翌年、イギリスの画家フランシス・コーツは、ジョージの妻シャーロット・オブ・メクレンバーグ＝ストレリッツが彼らの娘シャーロットを抱いている肖像画を描いたが、本作を取得したことを記念したこの肖像画で、シャーロットは本作の聖母マリアのようなジェスチャーをし、鑑賞者に娘を起こさないように指示している。
カラッチの本作は最初バッキンガム宮殿に掛けられ、1768年に同宮殿でフランチェスコ・バルトロッツィが作品のエングレービングを制作した。ジョージ3世の息子ジョージ4世は、1814年にヘンリー・ボーンに銅板上のエナメルによる本作の複製を制作させている。当時、本作はウィンザー城に掛けられていたが、チャールズ・ワイルドは、1819年に出版されたヘンリー・パイン の『王宮』のためのイラストで本作を描いている。

## ギャラリー

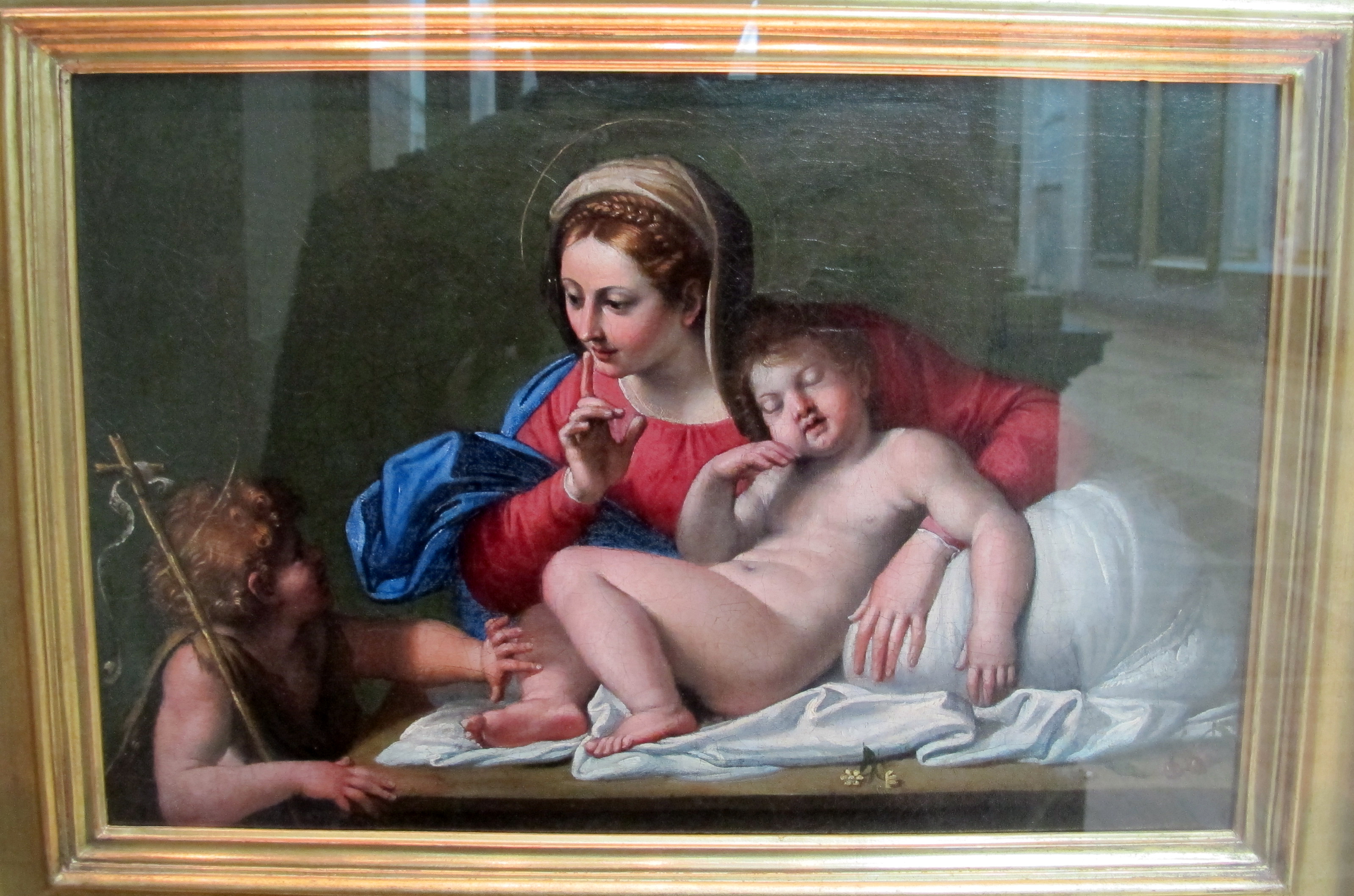
ドメニキーノによる複製
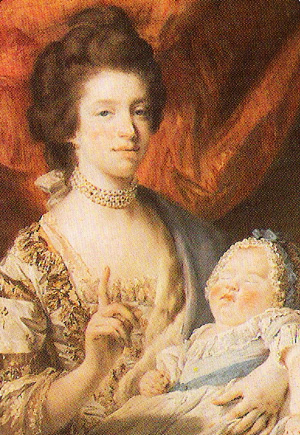
フランシス・コーツのパステル画
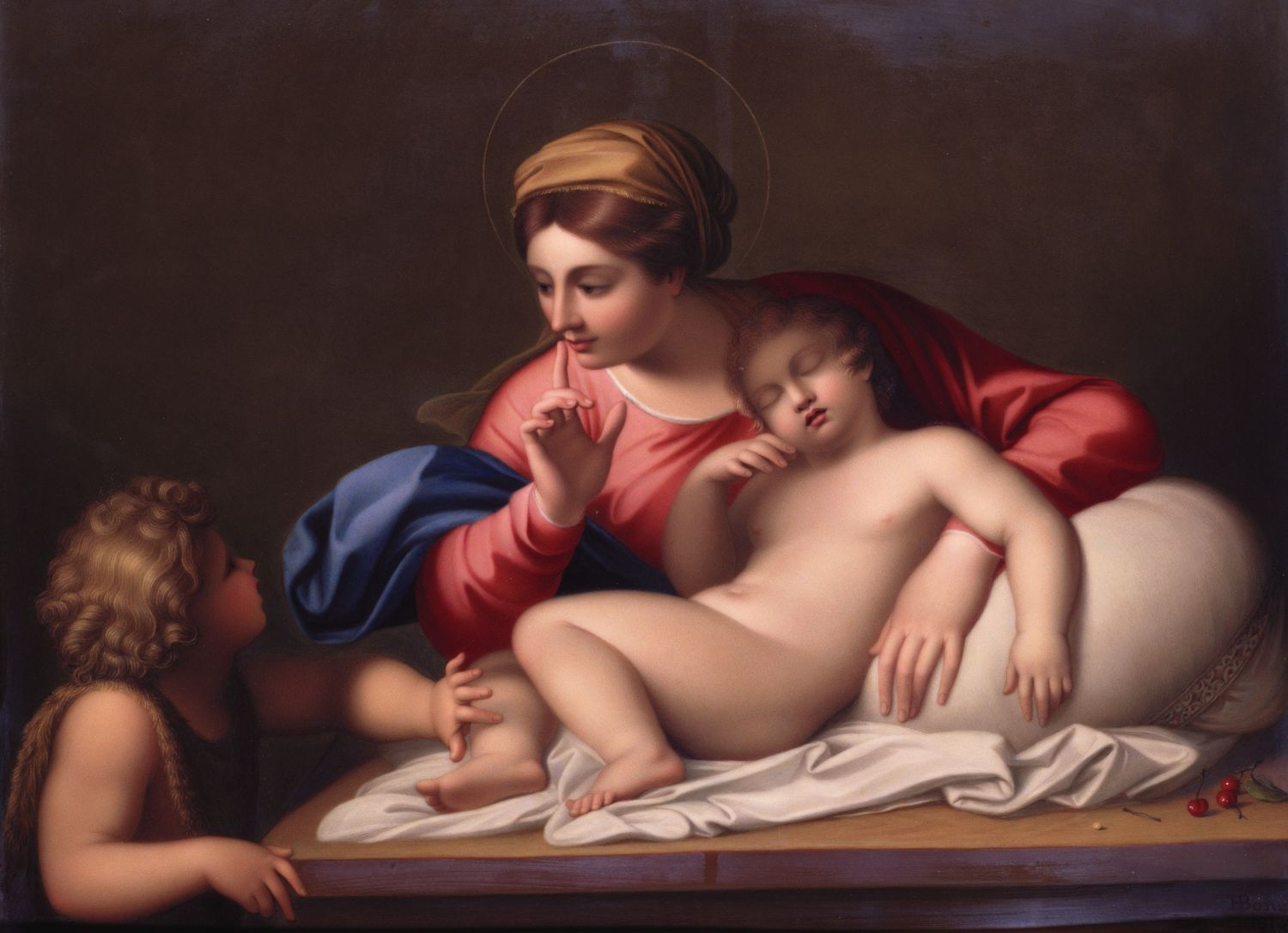
ボーンによる複製
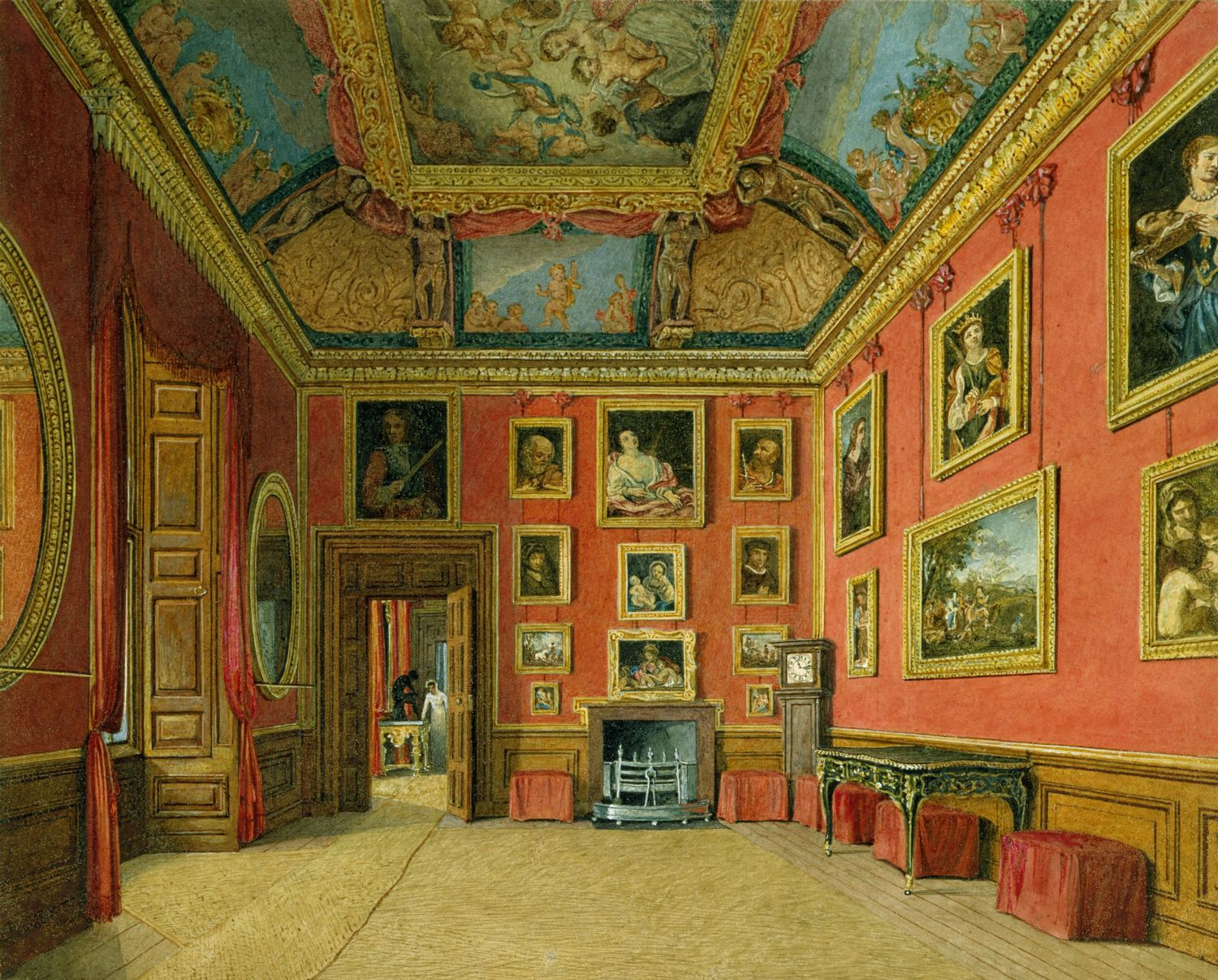
パインによるイラストには、暖炉の上に本作が登場している。